# Luan Krasniqi
Luan Krasniqi (Junik, 10 maggio 1971) è un ex pugile albanese naturalizzato tedesco.

## Palmarès
Tutte le medaglie sono state conquistate in rappresentanza della Germania.

### Olimpiadi
- 1 medaglia:
  - 1 bronzo (Atlanta 1996 nei pesi massimi)

### Mondiali dilettanti
- 1 medaglia:
  - 1 argento (Berlino 1995 nei pesi massimi)

### Europei leggenda
- 1 medaglia:
  - 1 oro (Vejle 1996 nei pesi massimi)